# リカちゃんと魔法の国
リカちゃんと魔法の国（リカちゃんとまほうのくに）は、DLE制作のWebアニメで、タカラトミー製の着せ替え人形玩具「リカちゃん」を主人公としたアニメ作品である。リカちゃん公式サイトのリカちゃんシアターで公開されている。

## 主な登場人物
香山 リカ（かやま リカ）声 - 星河舞
本作の主人公で、明るく元気な小学五年生。魔法の国と彼女の部屋のクローゼットがつながっている。魔法の国のピンチを彼女が救ってる。
クマ声 - 藤原啓治
魔女と契約して大きくなったが、リカの力により元に戻った。見た目はテディベアである。
アン王女（アンおうじょ）声 - 小室亜沙
魔法の国の王女であるが、ちょっと抜けている。
さくら声 - 大浦冬華
リカの同級生。